# Arnaldo Tamayo Méndez
Pour les articles homonymes, voir Mendez et Tamayo.
Arnaldo Tamayo Méndez (né le 29 janvier 1942 à Guantánamo) est le premier cosmonaute cubain. Il a commencé sa carrière comme pilote de la Force de défense aérienne cubaine et a rejoint le programme Intercosmos en 1978. Il a fait partie d'une mission de 7 jours avec son collègue soviétique, Iouri Romanenko afin de faire des expériences pour comprendre le mal de l'espace.
Il fut nommé général de brigade et a siégé comme député représentant sa ville natale.

## Vols réalisés
Il réalise son unique vol à bord de Soyouz 38, le 18 septembre 1980.

## Décorations
- Ordre de Lénine
- Étoile d'or des héros de l'Union soviétique
- Médaille de la science spatiale de l'UNESCO[1]

## Honneur
L'astéroïde (114705) Tamayo a été nommé en son honneur le 27 janvier 2021, dans la Minor Planet Circular no 128944.